# Championnat d'Écosse de football 1936-1937
Navigation
Édition précédente Édition suivante
La 47e édition du championnat d'Écosse de football est remportée par  les Rangers FC. C’est son 23e titre de champion. Le club de Glasgow  gagne avec sept points d’avance sur les Aberdeen FC. Le Celtic FC complète le podium.
Le système de promotion/relégation reste en place : descente et montée automatique, sans matchs de barrage pour les deux derniers de première division et les deux premiers de deuxième division. Dunfermline Athletic et Albion Rovers descendent en deuxième division. Ils sont remplacés pour la saison 1936/37 par Greenock Morton et Ayr United.
Avec 34 buts marqués en 38 matchs, David Wilson d’Hamilton Academical remporte pour la première fois le titre de meilleur buteur du championnat.

## Les clubs de l'édition 1936-1937
| Club                               | Ville       |
| ---------------------------------- | ----------- |
| Aberdeen Football Club             | Aberdeen    |
| Albion Rovers Football Club        | Coatbridge  |
| Arbroath Football Club             | Arbroath    |
| Celtic Football Club               | Glasgow     |
| Clyde Football Club                | Glasgow     |
| Dundee Football Club               | Dundee      |
| Dunfermline Athletic Football Club | Dunfermline |
| Falkirk Football Club              | Falkirk     |
| Hamilton Academical Football Club  | Hamilton    |
| Heart of Midlothian Football Club  | Édimbourg   |
| Hibernian Football Club            | Leith       |
| Kilmarnock Football Club           | Kilmarnock  |
| Motherwell Football Club           | Motherwell  |
| Partick Thistle Football Club      | Glasgow     |
| Queen of the South Football Club   | Dumfries    |
| Queen's Park Football Club         | Glasgow     |
| Rangers Football Club              | Glasgow     |
| Saint Johnstone Football Club      | Perth       |
| Saint Mirren Football Club         | Paisley     |
| Third Lanark Athletic Club         | Glasgow     |

## Compétition

### Classement
Le classement est établi sur le barème de points classique (victoire à 2 points, match nul à 1, défaite à 0).
| Rang | Équipe               | Pts | J  | G  | N  | P  | Bp | Bc  | Diff |
| ---- | -------------------- | --- | -- | -- | -- | -- | -- | --- | ---- |
| 1    | Rangers FC           | 61  | 38 | 26 | 9  | 3  | 88 | 32  | +56  |
| 2    | Aberdeen FC          | 54  | 38 | 23 | 8  | 7  | 89 | 44  | +45  |
| 3    | Celtic FC TC         | 52  | 38 | 22 | 8  | 8  | 89 | 58  | +31  |
| 4    | Motherwell FC        | 51  | 38 | 22 | 7  | 9  | 96 | 54  | +42  |
| 5    | Heart of Midlothian  | 51  | 38 | 24 | 3  | 11 | 99 | 60  | +39  |
| 6    | Third Lanark AC      | 46  | 38 | 20 | 6  | 12 | 79 | 61  | +18  |
| 7    | Falkirk P            | 44  | 38 | 19 | 6  | 13 | 98 | 66  | +32  |
| 8    | Hamilton Academical  | 41  | 38 | 18 | 5  | 15 | 91 | 96  | -5   |
| 9    | Dundee FC            | 39  | 38 | 12 | 15 | 11 | 58 | 69  | -11  |
| 10   | Clyde FC             | 38  | 38 | 16 | 6  | 16 | 59 | 70  | -11  |
| 11   | Kilmarnock FC        | 37  | 38 | 14 | 9  | 15 | 60 | 70  | -10  |
| 12   | Saint Johnstone      | 36  | 38 | 14 | 8  | 16 | 74 | 68  | +6   |
| 13   | Partick Thistle FC   | 34  | 38 | 11 | 12 | 15 | 73 | 68  | +5   |
| 14   | Arbroath FC          | 31  | 38 | 13 | 5  | 20 | 57 | 84  | -27  |
| 15   | Queen's Park FC      | 30  | 38 | 9  | 12 | 17 | 51 | 77  | -26  |
| 16   | Saint Mirren P       | 29  | 38 | 11 | 7  | 20 | 68 | 81  | -13  |
| 17   | Hibernian FC         | 25  | 38 | 6  | 13 | 19 | 54 | 83  | -29  |
| 18   | Queen of the South   | 24  | 38 | 8  | 8  | 22 | 49 | 95  | -46  |
| 19   | Dunfermline Athletic | 21  | 38 | 5  | 11 | 22 | 65 | 98  | -33  |
| 20   | Albion Rovers        | 16  | 38 | 5  | 6  | 27 | 53 | 116 | -63  |

| Légende : Qualifications et relégations | Légende : Qualifications et relégations                           |
| --------------------------------------- | ----------------------------------------------------------------- |
|                                         | Champion d'Écosse                                                 |
|                                         | Relégation en deuxième division                                   |
|                                         | T : Tenant du titre C : Vainqueur de la Coupe d'Écosse P : Promus |

## Bilan de la saison
| Tableau d'Honneur                |            |
| Compétition                      | Vainqueur  |
| Championnat d'Écosse de football | Rangers FC |
| Coupe d'Écosse de football       | Celtic FC  |

| Promotions et relégations |                                    |
| Promus                    | Ayr United Greenock Morton         |
| Relégués                  | Dunfermline Athletic Albion Rovers |

## Statistiques

### Meilleur buteur
1. David Wilson, Hamilton Academical, 34 buts